# Ситдыкова, Гузаль Рамазановна
Гузаль Рамазановна Ситдыкова (баш. Гүзәл Рамаҙан ҡыҙы Ситдиҡова; род. 10 июня 1952, Инзер, Башкирская АССР) — башкирский общественный и политический деятель, писатель, переводчик, народный депутат Верховного Совета Башкирской АССР XII созыва (1991—1995), депутат Государственного Собрания — Курултая Республики Башкортостан 1-3 созывов (1995—2008), член Общественной Палаты Республики Башкортостан 1 созыва (2011—2012), председатель Общества башкирских женщин Республики Башкортостан (2004—2011), член Союза писателей Республики Башкортостан и РФ (1995). С 2012 года участвует в международном волонтерском движении Викимедиа; народный поэт Республики Башкортостан

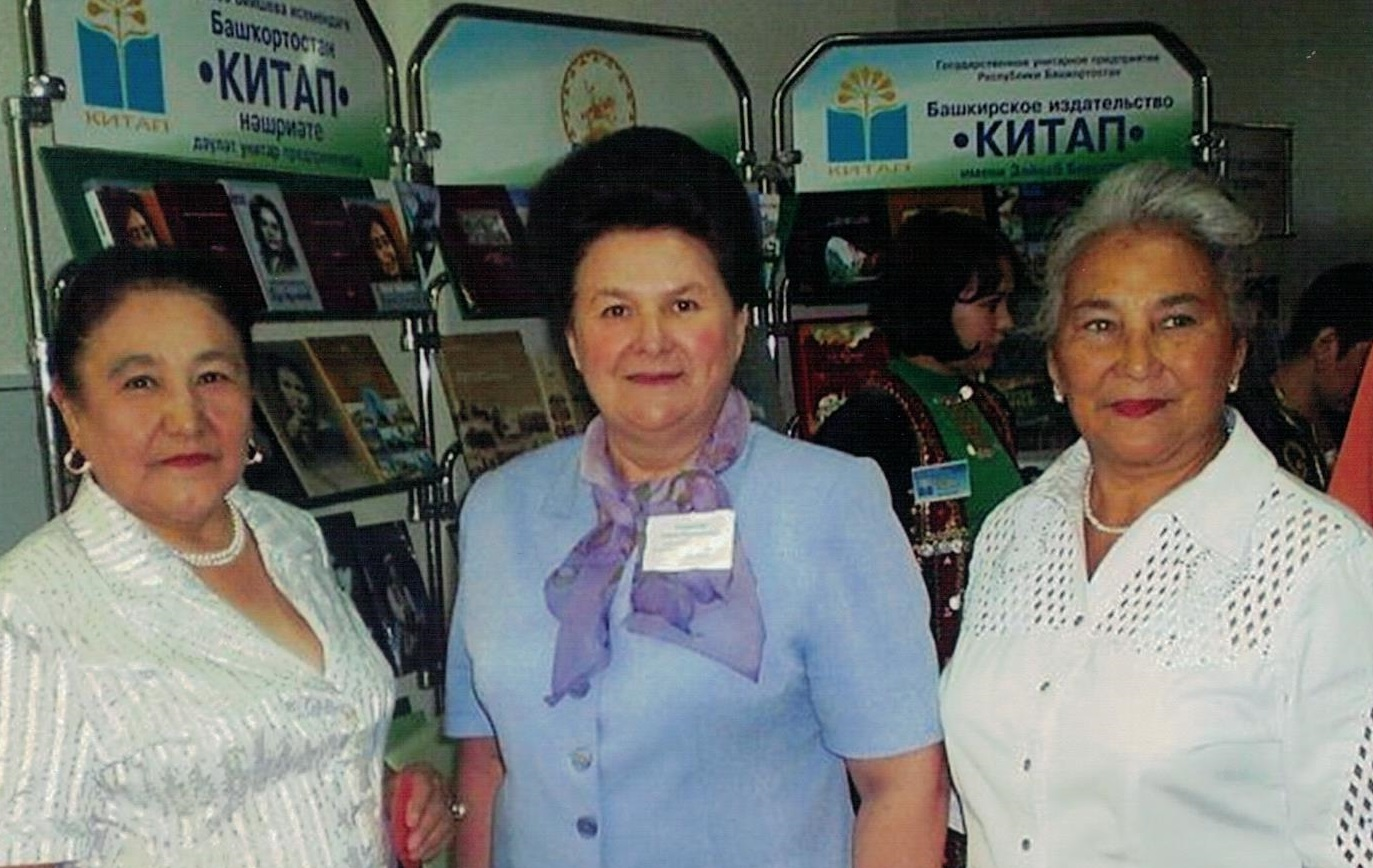
Профессор Фирдаус Хисамитдинова (слева), поэтессы, общественные деятели Гузаль Ситдыкова и Фирдаус Башарова

## Биография
Ситдыкова (Ситдикова) Гузаль Рамазановна родилась 10 июня 1952 года в селе Инзер Белорецкого района Башкирской АССР. В 1967 году, окончив восьмилетнюю школу, поступила в Белорецкое педагогическое училище. С 1971 года работала воспитателем в школе-интернате № 1, далее — в различных образовательных учреждениях города Белорецка.
В 1980 году окончила библиотечный факультет Челябинском государственном институте культуры. С 1983 года являлась сотрудником, с 1986 года — заведующей отделом, с 1987 года — заместителем редактора Белорецкой районной газеты «Урал».
С 1989 по 1995 года была главным редактором районной газеты «Урал» Белорецкого района. Тогда же была избрана народным депутатом Верховного Совета Башкирской АССР XII созыва (1991—1995 гг.).
В 1995—2008 годах была депутатом Государственного Собрания — Курултая Республики Башкортостан I—III созывов, членом Общественной Палаты Республики Башкортостан I созыва (2011—2012 гг.). В 2004—2011 годах избиралась председателем Общества башкирских женщин Республики Башкортостан. Принимала участие в работе Исполкома Всемирного курултая башкир.

## Творческая деятельность
Печатается с 1976 года. Во время работы в районной газете «Урал» широко публиковалась в республиканской печати. Первый сборник стихов вышел в альманахе «Йәш көстәр» (Молодые силы) в 1984 году.
Ведёт активную общественную деятельность. Участвует в движении Викимедиа в качестве одного из редакторов-добровольцев, регулярно создавая и редактируя статьи Башкирской Википедии, а также страницы башкирских проектов Инкубатора Викимедиа — Викикитапхана (Викитека), Викиһүҙлек (Викисловарь), Викиөҙөмтә (Викицитатник).
Увлекается поэзией и переводами с иностранных языков на башкирский язык. Её произведения были переведены на русский язык.
С 1995 года является членом Союза писателей Республики Башкортостан. Работает в разных литературных жанрах — поэзии, прозе, эссе, детской литературе.
В декабре 2022 года присвоено звание «Народный поэт Республики Башкортостан»

## Сочинения
- Я познаю мир (Мин донъяны өйрәнәм). — Уфа: Инеш, 2020. — 24 с. — ISBN 978-5-6041457-8-4 (на башк. яз.)
- Идет малыш (Ана килә бәпәй). — Уфа: Инеш, 2020. — 28 с. — ISBN 978-5-6041458-0-7 (на башк. яз.)
- Ағып килә мәңгелек: шиғырҙар, поэмалар. — Өфө: Китап. 2019. — 400 бит. ISBN 978-5-295-07217-8 (на башкирском языке)
- Ситдыкова Г. Возрождение традиций: В. Баюканский. Чай — дело тонкое. — М.:У Никитских ворот, 2015 — с.61-68. ISBN 978-5-906787-87-3
- Планета детства. Стихи, рассказы для детей. Уфа: Китап, 2014. — 154 с.
- Доброе семя — доброе племя. Эссе, стихи. — Уфа: Инеш, 2013. — 104 с. (на башкирском языке)
- Мәҡәл һәм әйтемдәрҙә ҡатын-ҡыҙҙың ғаиләлә тотҡан урыны // Статус и роль женщины в современном мире. — Өфө: Ғилем, 2011. — 106—110 бб.
- И у зимы есть свои птицы. Стихи. — Уфа: РУНМЦ МОРБ, 2010. — 136 с. (на башкирском языке)
- Говорящая машина. Рассказы, стихи и сказки для детей. — Уфа: Китап, 2010. — 112 с. (на башкирском языке)
- Доброе семя — доброе племя. Эссе, стихи. — Уфа: Китап, 2007. (на башкирском языке) ISBN 978-5-903622-29-0
- Советы молодой семье. Эссе. — Уфа: Полиграфдизайн, 2006. — 11 с. (на башкирском языке)
- Сады Рая. Путевые записки. — Уфа: Полиграфдизайн, 2005. — 102 с. (на башкирском языке)
- Семейные обычаи башкир в пословицах и поговорках. Эссе. — Уфа: Виртуал, 2002. — 79 с. (на башкирском языке)
- Моя Вселенная. Рассказы, эссе, стихи. — Уфа: Китап, 2002. — 240 с. (на башкирском языке)
- Цок-цок Цокоток и его приключения. Сказка в стихах. — Уфа: Китап, 1999. — 24 с. (на башкирском языке)
- Нет приговора для любви: Рассказы. — Уфа: Китап, 1997. — 400 с.
- Цок-цок Цокоток. Сказка в стихах. — Уфа: Китап, 1994. — 16 с. (на башкирском языке)
- Семь родников: Стихи. — Уфа: Башкнигоиздат, 1986. — 170 с.
- Говорящая машина (Для незрячих и слабовидящих на шрифте Брайля). — Уфа: Башкирская республиканская специальная библиотека для слепых имени М. Х. Тухватшина, 2022 - (на башкирском языке)

### Переводы на башкирский язык
- Андерсен Г. Х. Сказки и истории (на баш. яз.) / пер. Г. Ситдыковой. — Уфа: Инеш, 2015. — 188 с. — ISBN 978-5-903622-51-1
- Л. Кэрролл. Әлисәнең Сәйерстандағы мажаралары. (Башҡортсаға Г. Ситдиҡова тәржемәһе) — Evertype (Ирландия), 2017. — 129 с. — ISBN 1-78201-201-X ISBN 978-1-78201-201-6

## Награды и звания
- Почётная грамота Республики Башкортостан (2002)[8]
- Благодарность Совета Федерации Федерального Собрания Государственной Думы Российской Федерации (2005)[9]
- Заслуженный работник культуры Республики Башкортостан (2007)
- Гран-При Республиканского конкурса сэсэнов на приз имени Айдара Баика (2015)[10]
- Лауреат Государственной премии республики имени Хадии Давлетшиной в области литературы и искусства для детей и юношества (2017)[11]
- Серебряная медаль Евразийского литературного фестиваля фестивалей «ЛиФФт» (2017)[12];
- Юбилейная медаль «100 лет образования Республики Башкортостан» (2018)
- Почетная Грамота Республики Башкортостан За высокие творческие достижения в области литературы[13]
- Нагрудный знак «Отличник образования Республики Башкортостан» (2022)[14]
- Звание «Народный поэт Республики Башкортостан»[7]